# زیردریایی یو-۱۰۵۱
زیردریایی یو-۱۰۵۱ (به انگلیسی: German submarine U-1051) یک زیردریایی است که طول آن ۶۷٫۱ متر (۲۲۰ فوت ۲ اینچ) می‌باشد. این زیردریایی در سال ۱۹۴۴ ساخته شد.